# Brightwater
Brightwater est une ville située au sud-ouest de Nelson dans la région de Tasman dans l’île du Sud de la Nouvelle-Zélande. La ville siège sur les rives de la rivière Wairoa et fut le lieu de naissance du prix Nobel de chimie Ernest Rutherford, à qui sont dédiés un mémorial et une rue.

## Population
Selon le Recensement de la population en Nouvelle-Zélande en 2006, Brightwater compte 1 794 habitants, soit une augmentation de 369 personnes (25.9 %) depuis le recensement de 2001.

## Éducation

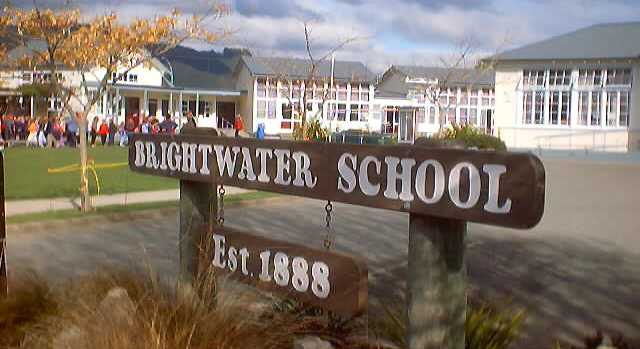
Panneau à la sortie de l’école de Brightwater

La ville possède une école primaire située dans le 9e décile. Inaugurée en 1888, elle accueille 278 élèves dans des classes allant du 1er au 6e grade, ce qui correspond à un cursus allant du CP à la 6e dans le système éducatif français.

## Économie
Les activités de la ville se situent principalement dans le secteur primaire avec un fort développement de l’agriculture (essentiellement viticole) et un peu d’artisanat.

## Sports et loisirs

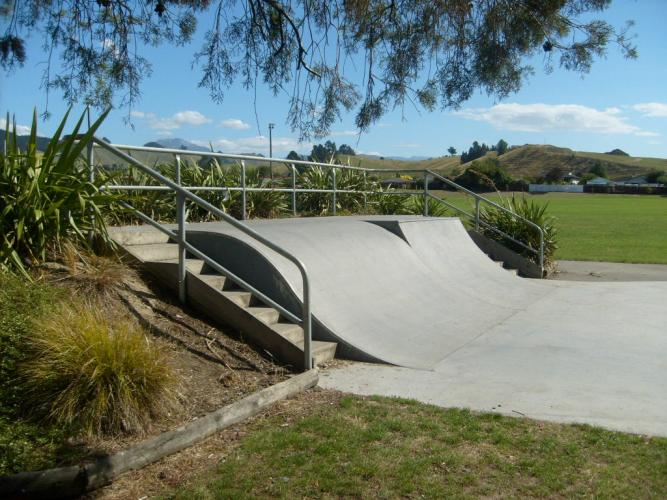
Le skatepark du Brightwater Domain

L’essentiel des loisirs de Brightwater se situent dans le Brightwater Domain, un parc de loisirs disposant d’un skatepark, de plusieurs courts de tennis et d’un terrain de rugby dédié à l’équipe locale.